# Also
Also A/S er en dansk distributør af IT- og telekommunikationsudstyr med hovedkvarter i Taastrup. Virksomheden er en del af schweiziske Also Holding, som er en multinational it-grossist. Also leverer på verdensplan til 120.000 forhandlere af it-udstyr. Hardware og software tilbydes fra over 700 producenter i over 1450 produktkategorier. Selskabet blev etableret som Actebis i 1994. I 2011 blev Also-navnet indført. Also A/S har en årsomsætning på over 10 mia. danske kroner og ca. 220 ansatte.